# 圣尼古拉莱西托
圣尼古拉莱西托（法語：Saint-Nicolas-lès-Cîteaux，法語發音：[sɛ̃ nikɔla lɛ sito]；或称圣尼古拉莱熙笃）是法国科多尔省的一个市镇，位于该省南部偏东，属于博讷区。熙笃修道院位于此地。

## 历史
熙笃修道院于12世纪建立于此地。

## 地理
圣尼古拉莱西托（47°6'53"N, 5°3'16"E）面积28.93 平方千米，位于法国勃艮第-弗朗什-孔泰大區科多尔省，该省份为法国中东部省份，北起奥布省，西接涅夫勒省和约讷省，南至索恩-卢瓦尔省，东南接汝拉省，东临上索恩省，东北部与上马恩省接壤。
与圣尼古拉莱西托接壤的市镇（或旧市镇、城区）包括：萨武日、布鲁万、博南孔特尔、欧比尼昂普莱讷、贝塞莱西托、索恩河畔沙雷、科尔塞勒莱西托、埃佩尔奈苏热夫雷、热尔朗、伊泽尔、马尼莱索比尼、维勒比绍。
圣尼古拉莱西托的时区为UTC+01:00、UTC+02:00（夏令时）。

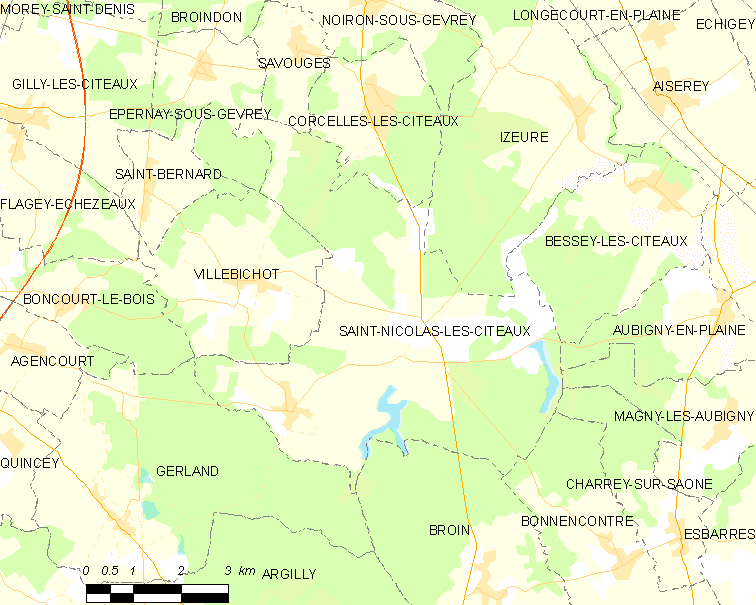
圣尼古拉莱西托的OSM定位图

## 行政
圣尼古拉莱西托的邮政编码为21700，INSEE市镇编码为21564。

## 政治
圣尼古拉莱西托所属的省级选区为尼伊圣乔治县。

## 人口

1962-2008年间圣尼古拉莱西托人口变化图示

圣尼古拉莱西托于2022年1月1日时的人口数量为390人。